# Egentliga bamburåttor
Egentliga bamburåttor (Rhizomys) är ett släkte i familjen mullvadsråttor med tre arter som förekommer i Sydostasien.
Arterna är:
- Rhizomys pruinosus förekommer från Assam till sydvästra Kina och Malackahalvön.
- Rhizomys sinensis lever i centrala och södra Kina samt i norra Myanmar och norra Vietnam.
- Rhizomys sumatrensis hittas i den kinesiska provinsen Yunnan och söderut till Burma, Thailand, Malackahalvön och Sumatra.

Det vetenskapliga släktnamnet är bildat av gammalgrekiska rhiza (rot) och mys (mus). Det syftar på födan som består av bamburötter.

## Utseende
Med en kroppslängd (huvud och bål) mellan 23 och 48 cm, en svanslängd av 5 till 20 cm och en vikt mellan en och fyra kilogram är de jämförelsevis stora gnagare. Pälsen är i kalla regioner mjuk och i varma regioner grov. Håren på ovansidan är allmänt gråa blandat med rosa eller brun. Undersidan är ljusare. Egentliga bamburåttor påminner i kroppsbyggnaden om kindpåsråttor (Geomyidae) men de har inga kindpåsar. De är kraftiga med korta extremiteter och en naken svans. Tårna är utrustade med klor.

## Ekologi
Individerna vistas i täta ansamlingar av bambu i regioner som ligger 1 200 till 4 000 meter över havet. De skapar enkla tunnlar med hjälp av klorna och framtänderna. Bamburåttor äter främst rötter av bambuväxter och under natten hämtar de även bambudelar som ligger ovanpå marken. I viss mån har de gräs samt frukter och frön av andra växter som föda.
Fortplantningssättet undersöktes bara i norra Vietnam. Där finns två parningstider, februari till april och augusti till oktober. Efter minst 22 dagars dräktighet föder honan tre till fem ungar. Ungarna är vid födelsen som sker i det underjordiska boet nakna och blinda. Ungarna får hår vid slutet av andra levnadsveckan och öppnar ögonen vid början av fjärde veckan. De börjar med fast föda efter en månad och honan slutar efter ungefär tre månader med digivning. Livslängden går upp till fyra år.

## Status
Dessa gnagare jagas för köttets skull. I vissa regioner hotas de av habitatförstöring. De betraktas lokalt som skadedjur på odlade växter. IUCN listar alla arter som livskraftiga (LC).